# Nancy Sand
Nancy Aracely Sand Giorasi (Corrientes, 4 de enero de 1964) es una docente y política argentina del Partido Justicialista, que se desempeña como diputada nacional por la provincia de Corrientes desde 2019. Fue intendenta de Bella Vista (Corrientes), entre 2009 y 2013, y senadora provincial entre 2015 y 2019.

## Biografía
Nació en 1964 en la ciudad de Corrientes. Estudió para ser maestra en la Escuela Normal Superior en Saladas (Corrientes).
Fue miembro del Concejo Deliberante de Bella Vista (Corrientes) entre 2001 y 2005, y luego se desempeñó como secretaria de la Cámara de Senadores de la Provincia de Corrientes de 2005 a 2009. Se postuló para la intendencia de Bella Vista en 2009 con la coalición Frente Correntinos por el Cambio; ganó las elecciones con el 56,74% de los votos. Fue la primera miembro del Partido Justicialista en ganar una elección local en Bella Vista en 36 años.
Entre 2013 y 2015 fue secretaria de Desarrollo Comunitario del gobierno municipal de Corrientes. En 2015 fue elegida a la Cámara de Senadores de Corrientes, renunciando a su escaño en el Senado provincial el 28 de noviembre de 2019.
En las elecciones legislativas de 2019, fue la segunda candidata en la lista del Frente de Todos, detrás de José Ruiz Aragón. La lista recibió el 50,98% de los votos y resultaron elegidos tanto Ruiz Aragón como Sand.
Se desempeña como secretaria de las comisiones de Asuntos Municipales y de Mercosur, además de integrar como vocal las comisiones de Población y Desarrollo Humano; de Educación; y de Economías Regionales y Desarrollo. Votó en contra del proyecto de ley de Interrupción Voluntaria del Embarazo de 2020 que fue aprobado por la Cámara.